# Flabellophora fasciculata
Flabellophora fasciculata är en svampart som beskrevs av Ryvarden & Iturr. 2003. Flabellophora fasciculata ingår i släktet Flabellophora och familjen Polyporaceae.   Inga underarter finns listade i Catalogue of Life.